# .Mac
.Mac (dotMac) war ein Online-Service von Apple, der die Funktionalität eines Macintosh-Computers mit dem Betriebssystem macOS auf das Internet erweiterte. .Mac wurde am 10. Juli 2008 durch MobileMe ersetzt, welches am 1. Juli 2012 wiederum durch iCloud ersetzt wurde.

## Kosten und Nutzen
Der .Mac-Service war ursprünglich als kostenloser Dienst namens iTools von Apple gestartet. Er beinhaltete anfangs lediglich die Benutzung einer E-Mail-Adresse und wurde mit dem Slogan „Free e-mail for life“ beworben. Nach einem Jahr wurde der Dienst erweitert und kostete nun Gebühren. Damals wurde ein Preis von 79 € im Jahr erhoben. In Verbindung mit der iLife-Produktlinie wollte Apple Internet-Technologien und den Mac für Heimanwender näher zusammenbringen.

## Funktionen

### E-Mail-Adresse
Ein .Mac-Benutzer erhielt eine E-Mail-Adresse mit der Domain „mac.com“ (z. B. username@mac.com) sowie bis zu fünf weitere E-Mail-Alias-Adressen. Der E-Mail-Dienst beinhaltete Funktionen wie eine automatische Antwort und den Zugriff per Web-Oberfläche. Dabei wurden die Daten von Mail (Apples E-Mail-Anwendung für Mac OS X) immer synchron gehalten, abgesendete E-Mails via Webinterface landeten also auch automatisch im Ordner „Gesendet“ des Programmes, was via IMAP realisiert wurde.

### iDisk
iDisk war Apples Bezeichnung für eine WebDAV-basierte Speicherplatz-Lösung, die sich ähnlich wie ein lokaler Datenträger eines Rechners verhielt. Auf Dateien in einem „Public“ genannten Ordner der iDisk konnten auch andere Benutzern zugreifen. Der Zugriff ließ sich auch mit einem Passwort einschränken. Die iDisk hatte seit dem 7. August 2007 einen Speicher von 10 Gigabyte und war dafür gedacht, mit Freunden und Kollegen oder zwischen eigenen Computern Daten auszutauschen oder auch Dateien zu sichern. Zuletzt betrug der Speicherplatz für eine Einzellizenz 20 GB, für eine Familienlizenz 40 GB.

### Photocasting
Photocasting wurde mit iPhoto '06 eingeführt. Mit der Software iPhoto konnte ein Fotoalbum als Photocast eingerichtet werden. Die Bilddateien wurden dabei auf den .Mac-Server geladen. Benutzer von iPhoto '06 konnten sich bei einem solchen Photocast anmelden. Dieser erschien in der Liste von iPhoto 06 in einem Photocast-Ordner. Hier befanden sich dann die aktuellen Bilder des abonnierten Albums. Mit diesen Bildern konnte man alles machen, was mit Bildern aus anderen iPhoto-Bibliotheken auch gemacht werden konnte. Wer kein iPhoto '06 hatte, konnte die Bilder nur betrachten. Ein Photocast war eigentlich nicht mehr als ein RSS-Web-Feed, der mit jedem bilderfähigen Feedreader gelesen werden konnte, beispielsweise Safari, NetNewsWire oder Sarge. Photocasting war für Leute interessant, die im Familien- und Bekanntenkreis oft Fotos austauschen. Der Photocast konnte durch ein Passwort geschützt werden.

### One Click Publish
Mit einem Klick wurde eine in iWeb erstellte Website auf den .Mac-Server geladen und dort bereitgestellt oder aktualisiert.

### .Mac Sync
Mit .Mac Sync konnten Termine und Aufgaben aus iCal, Adressbücher, Lesezeichen, Passwörter, E-Mails-Postfächer, Dashboard-Widgets, Dock-Objekte, Notizen und Mac OS X Systemeinstellungen mit dem .Mac-Server synchronisiert werden. Diese Daten konnten entweder mit einem anderen Mac OS X-Computer oder zum Teil über eine Web-Oberfläche mit jedem beliebigen Webbrowser abgerufen werden. Die Daten konnten auch auf mehreren Rechnern synchron gehalten werden, wobei in Mac OS X immer ein sauberer Abgleich erfolgte, das heißt, es wurde nicht einfach alles überschrieben, was auf dem lokalen Rechner vorlag, sondern die Änderungen miteinander kombiniert.

### Backup
Mit .Mac kam die hauseigene Backup-Software Backup 3.1. Diese bot die Möglichkeit, Daten für Sicherungszwecke auf CD/DVD zu brennen, auf einer externen Festplatte zu sichern oder auf den .Mac-Speicherplatz zu übertragen. Backup 3.1 übertrug zumindest auf die iDisk nur kleine Datenmengen wie Termine, Adressen oder Dokumente. Filme konnten nicht hochgeladen werden.

### .Mac-Gruppen
Die .Mac-Gruppenfunktion bot die Möglichkeit der einfachen Kommunikation zwischen .Mac-Mitgliedern. Ein .Mac-Benutzerkonto war Voraussetzung für eine Gruppenmitgliedschaft, dazu genügte aber bereits ein Benutzerkonto auf Probe; dieses konnte auch nach Ablauf der Probezeit weiterverwendet werden. Auf der Gruppenseite konnten „Schwarze Bretter“, Kalender, Ankündigungen, Mitgliederlisten und ähnliches für die gesamte Gruppe zugänglich gemacht werden, und auch Fotos und Videos ausgetauscht werden. Jede Gruppe hatte einen eigenen Bereich auf der iDisk, dem flexibel Speicherplatz, zugeteilt werden konnte. Die Gruppen-Funktion wurde für den privaten Gebrauch konzipiert und stellte keine Geschäftsanwendung dar.

### iChat AV
Die E-Mail-Adresse (s. o.) war gleichzeitig Benutzerkonto für die Verwendung von iChat, einem Instant Messenger, der mit dem AOL Instant Messenger kompatibel war.

## Sicherheit
Verbindungen mit dem Webinterface von .Mac waren nur unverschlüsselt möglich. Teile des Angebots (z. B. Unterhaltungen über iChat AV oder der Zugriff auf die iDisk mittels WebDAV) konnten auf Wunsch verschlüsselt genutzt werden.

## Ersetzung durch MobileMe
In der WWDC 2008 eröffnenden Keynote wurde die Ersetzung von .Mac durch den neuen Dienst MobileMe angekündigt. Die bisherigen Dienste wurden erweitert, und neue Dienste auch für mobile Geräte werden angeboten.